# Joyce De Troch
Joyce De Troch (Dendermonde, 1974) is een Belgische actrice, zangeres en presentatrice. Daarnaast is ze ook weddingplanner en organiseert zij events van exclusieve feesten. Zo was De Troch nauw betrokken bij de nieuwe events van Zillion-beach van Frank Verstraeten, met wie ze goed bevriend is.

## Biografie
Na haar middelbare school in Namen, ging ze naar RUG en vatte ze de studie psychologie aan. Daarna deed ze nog een talenopleiding.
De Troch kwam voor het eerst in de belangstelling door haar deelname aan de verkiezingen van Miss Belgian Beauty in 1995.
Begin 2001 heeft De Troch samen met haar moeder een evenementenbureau opgericht voor het organiseren van (exclusieve) feesten. 

## Carrière
Ze debuteerde als presentatrice van het datingprogramma Ideale Maten op VT4, dat ze samen met Thomas Siffer twee seizoenen presenteerde. Daarna presenteerde ze een ander datingprogramma Streetmate op VT4 en acteerde ze in de Vlaamse komische serie Verschoten & Zoon op VTM. Op TV Limburg presenteerde ze het programma Tjing Tjing. Ze heeft ook meegespeeld in twee films. Daarnaast zong ze van 1997 tot maart 1999 in de meidengroep Opium.

## Privé
In oktober 1997 werkte ze mee aan een naaktreportage in het blootblad Playboy. In april 1999 ging ze voor datzelfde blootblad een tweede maal uit de kleren.
De Troch trouwde op 30 september 2000 met Peter Hoogland in het Spaanse bergdorpje Benahavís, maar anno 2006 kwam er een einde aan dit huwelijk. De Troch vond opnieuw de liefde bij piloot Gert De Herde bij wie ze twee dochters heeft.
In 2011 giet haar huidige partner Gert de Herde een ijsemmer over Jan Hoet uit frustratie over een laatdunkend artikel dat Hoet over haar in het weekblad Dag Allemaal had gepubliceerd.
Ze heeft een geschiedenis met de veroordeelde verkrachter Dennis Black Magic.

## Filmografie
- Miss Belgian Beauty (1995) - als zichzelf
- Ideale Maten - als presentator
- Streetmate - als presentator
- Verschoten & Zoon (1999-2003) - als secretaresse Babs
- Costa! (film) (2001) - als Erica

- Tjing Tjing - als presentator
- Brussel Nieuwsstraat - kleine gastrol als zichzelf
- Mistoestanden (film) - als Tania